# Saint-Rémy-des-Landes
Pour les articles homonymes, voir Saint-Rémy.
Saint-Rémy-des-Landes est une ancienne commune française du département de la Manche et de la région Normandie, peuplée de 214 habitants, devenue le 1er janvier 2016 une commune déléguée au sein de la commune nouvelle de La Haye.

## Géographie
La commune est située au sud-ouest de la péninsule du Cotentin, sur le littoral de la Manche. Son bourg est à 9,5 km à l'ouest de La Haye-du-Puits, à 13 km au sud-est de Barneville-Carteret et à 17 km au nord-ouest de Lessay.
Les communes limitrophes sont Denneville, Baudreville et Surville.

## Toponymie
Le nom de la localité est attesté sous les formes Sanctus Remigius de Landis vers 1280, ecclesia Sancti Remigii de Landis 1332, Sanctus Remigius en 1351 et en 1352, Saint Remy des Landes entre 1612 et 1636.
La paroisse est dédiée à Remi de Reims.
Le déterminant -des-Landes, attesté dès le XIIIe siècle, évoque d'anciennes terres incultes sur lesquelles s'est implantée la paroisse.

## Histoire

### Antiquité
Site probable d'un ancien établissement romain.

### Moyen Âge
Le premier seigneur connu de Saint-Rémy est un certain Robert de Saint Romie (Li viel Robert de Saint Romie), cité dans le Roman de Rou de Wace.
Au XIIe siècle, la paroisse relevait de l'honneur de Saint-Sauveur-le-Vicomte.
En 1412, la commune aurait été le théâtre d'un affrontement entre les Armagnacs et les Bourguignons.

### Temps modernes
Au milieu du XVIe siècle, Jean Eustace, qui en 1557 avait épousé Catherine Martin, dame de Réthoville en la partie des Loges, fille de Gilles II Martin, est qualifié de sieur  de Taillefer à Saint-Rémy-des-Landes et de Bretteville.
En 1567, Maître Thomas Jallot, écuyer sieur de Saint-Rémy, est taxé pour ce fief de 12 livres dans le rôle des nobles et roturiers, au titre du ban et de l'arrière ban de la vicomté de Coutances, réalisé par Gilles Dancel, seigneur d'Audouville, lieutenant général du bailli de Cotentin, tenu à Coutances les 20-22 octobre. Le fief de Saint-Rémy, qui valait un quart de fief de haubert, était tenu du fief de Saint-Germain-de-Tournebut.

## Politique et administration
| Période                                  | Période          | Identité         | Étiquette | Qualité     |
| ---------------------------------------- | ---------------- | ---------------- | --------- | ----------- |
| 1977                                     | 1989             | Gérard Martin    | DVG       |             |
| mars 1989                                | 31 décembre 2015 | Michèle Brochard | PCF       | Enseignante |
| Les données manquantes sont à compléter. |                  |                  |           |             |

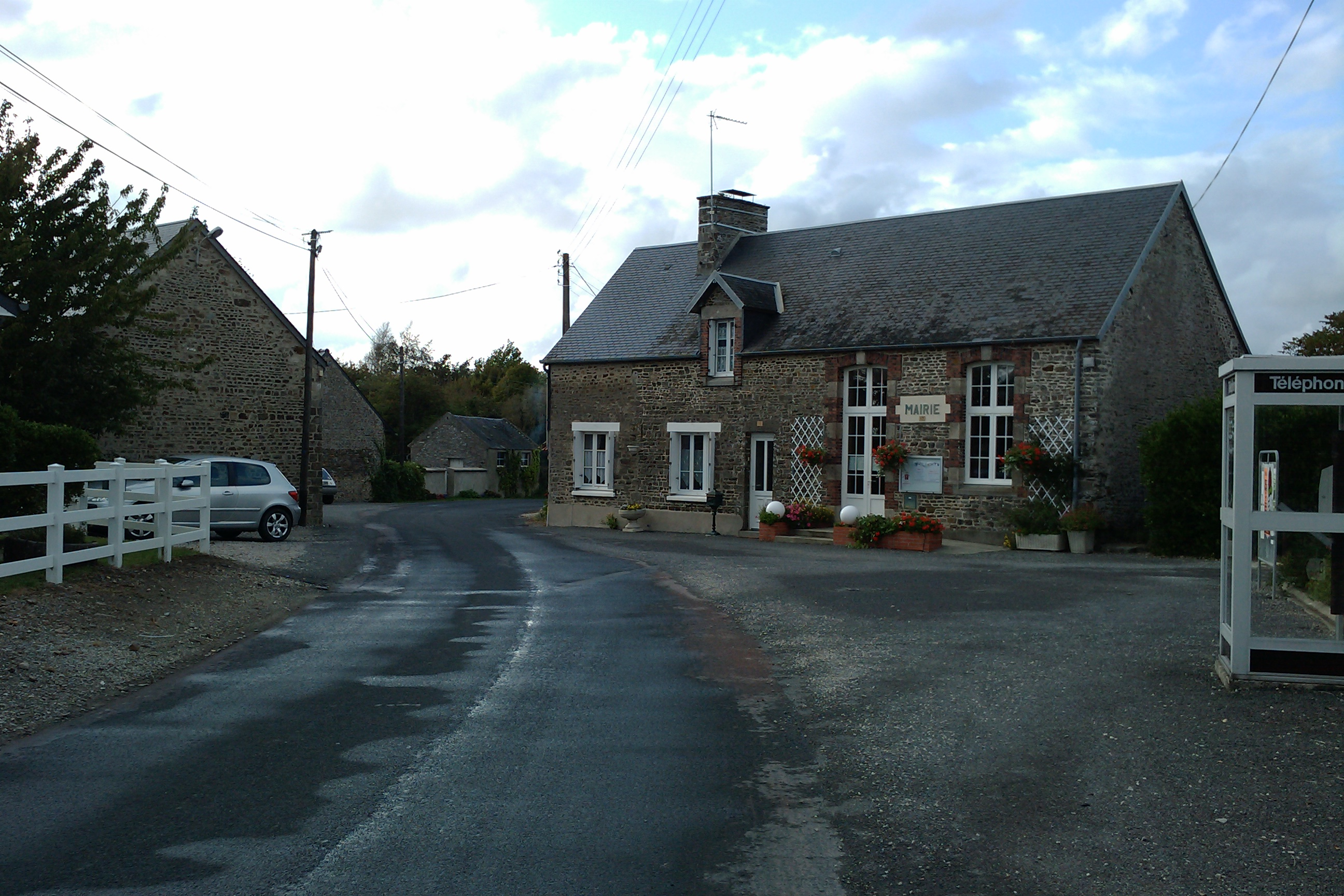
La mairie.

Le conseil municipal était composé de onze membres dont le maire et deux adjoints.

## Population et société
Les habitants de la commune sont appelés les Saint-Rémiais.

### Démographie
L'évolution du nombre d'habitants est connue à travers les recensements de la population effectués dans la commune depuis 1793. À partir du 1er janvier 2009, les populations légales des communes sont publiées annuellement dans le cadre d'un recensement qui repose désormais sur une collecte d'information annuelle, concernant successivement tous les territoires communaux au cours d'une période de cinq ans. 
Pour les communes de moins de 10 000 habitants, une enquête de recensement portant sur toute la population est réalisée tous les cinq ans, les populations légales des années intermédiaires étant quant à elles estimées par interpolation ou extrapolation. Pour la commune, le premier recensement exhaustif entrant dans le cadre du nouveau dispositif a été réalisé en 2004,.
En 2021, la commune comptait 214 habitants, en évolution de −1,38 % par rapport à 2015 (Manche : +0,44 %, France hors Mayotte : +2,49 %).
Saint-Rémy-des-Landes a compté jusqu'à 723 habitants en 1836.
| 1793 | 1800 | 1806 | 1821 | 1831 | 1836 | 1841 | 1846 | 1851 |
| ---- | ---- | ---- | ---- | ---- | ---- | ---- | ---- | ---- |
| 510  | 508  | 591  | 632  | 674  | 723  | 718  | 678  | 671  |

| 1856 | 1861 | 1866 | 1872 | 1876 | 1881 | 1886 | 1891 | 1896 |
| ---- | ---- | ---- | ---- | ---- | ---- | ---- | ---- | ---- |
| 613  | 607  | 567  | 540  | 500  | 529  | 506  | 508  | 511  |

| 1901 | 1906 | 1911 | 1921 | 1926 | 1931 | 1936 | 1946 | 1954 |
| ---- | ---- | ---- | ---- | ---- | ---- | ---- | ---- | ---- |
| 440  | 428  | 408  | 337  | 331  | 302  | 295  | 278  | 315  |

| 1962 | 1968 | 1975 | 1982 | 1990 | 1999 | 2004 | 2009 | 2014 |
| ---- | ---- | ---- | ---- | ---- | ---- | ---- | ---- | ---- |
| 287  | 275  | 236  | 208  | 223  | 216  | 214  | 206  | 213  |

| 2018 | - | - | - | - | - | - | - | - |
| ---- | - | - | - | - | - | - | - | - |
| 214  | - | - | - | - | - | - | - | - |

## Économie
De Saint-Rémy-des-Landes, du courant électrique est exporté vers Jersey à partir du poste de transformation de La Haye-du-Puits. C'est également le cas de Pirou, à partir du poste de transformation de Périers.

## Culture locale et patrimoine

### Lieux et monuments
- Pierre à l'Homme, menhir de 2,20 mètres de haut hors-sol, entre la ferme de la Bergerie et la rue Siné[8].
- Église Saint-Rémy des XVe – XVIIIe siècles avec un clocher rénové en 2002. Elle abrite un maître-autel et stalles du XIXe, des verrières du XXe de Thomas Ducour (1931) et Mauméjean (1950)[8].
- Château de Taillefer du XVIIIe siècle possession des Clamorgan. Au XVIIIe siècle, Pierre Bon François de Clamorgan (1745-1782), né et mort à Saint-Rémy-des-landes, capitaine et chef de la division des gardes-côtes de La Haye-du-Puits, major de la capitainerie de Portbail, chevalier de Saint-Louis, était seigneur de Taillefer[8].

Selon Frédéric Scuvée, un Yvon Taillefer serait cité à la bataille d'Hastings en 1066
Cette grosse demeure fut bâtie par Clamorgan Taillefer, à l'emplacement d'une ancienne forteresse médiévale.
Traces d'une motte castrale à Taillefernée [sic]. Le manoir est reconstruit après 1500.
- Château de Saint-Rémy du XIXe siècle. Il fut acheté en 1972 par la ville de Carrières (Yvelines) afin d'y aménager un centre de vacances puis revendu[8].
- Maison forte dite « fort d'Ozourie » et chapelle. Elle se présente sous la forme d'un logis quadrangulaire de 5 × 9 m, presque aveugle et dont les murs sont percés de rares meurtrières et soutenus par des contreforts[21],[22].
- Massif dunaire des mielles d'Allonne et le havre de Surville, intégrés au site d'importance communautaire du « littoral ouest du Cotentin de Saint-Germain-sur-Ay au Rozel » proposé dans le cadre de Natura 2000[23].

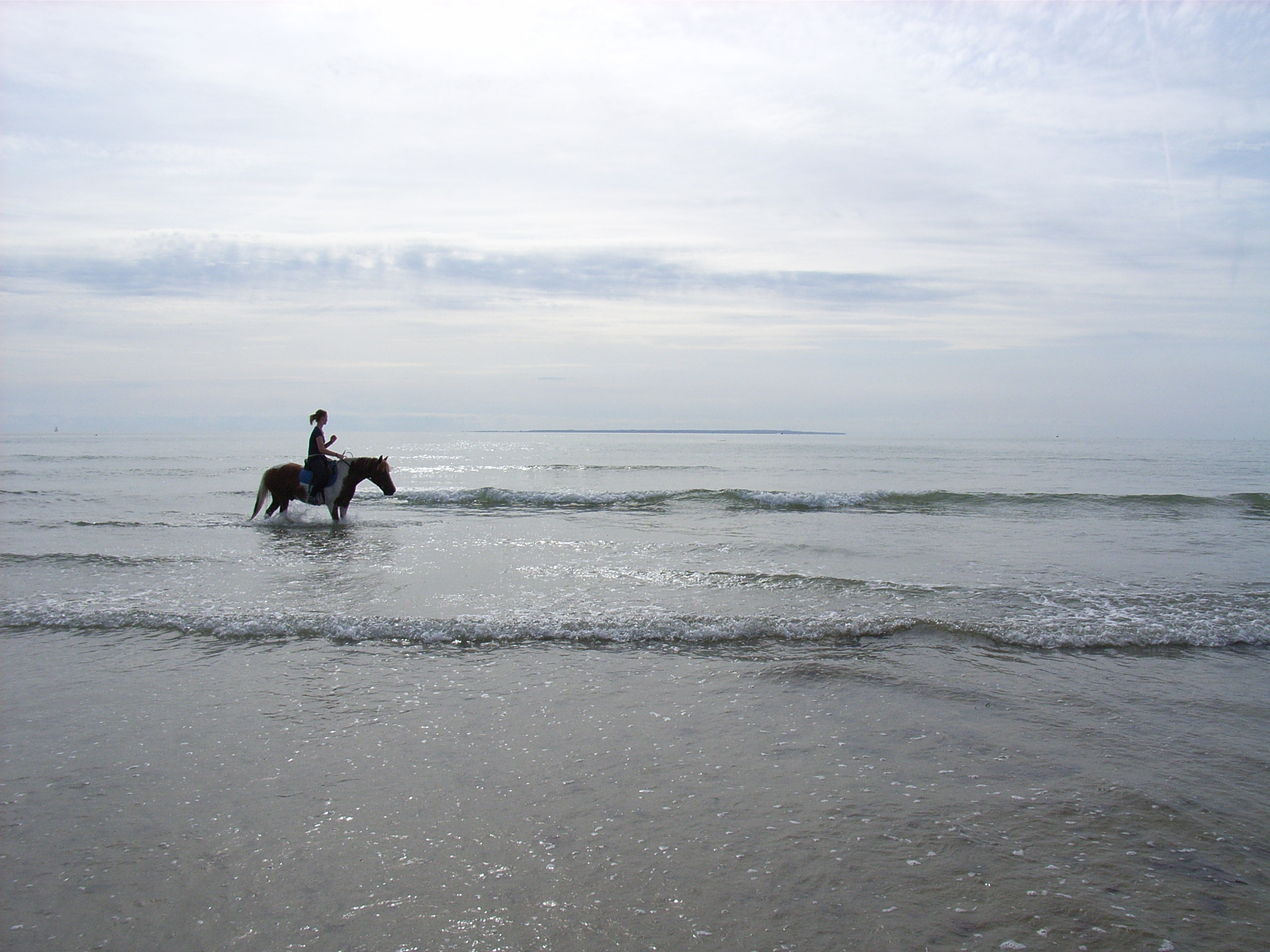
Plage de Saint-Rémy-des-Landes, vue sur Jersey.

### Personnalités liées à la commune
- Marc Stéphane (1870 - Saint-Rémy-des-Landes, 1944), écrivain et éditeur.